# Баклицкий, Вудон Иванович
Вудо́н Ива́нович Бакли́цкий (16 января 1942 — 7 июля 1992) — украинский художник-новатор, представитель постмодернизма на Украине. В советское время не был признан, пребывал в андерграунде.

## Биография
Родился в с. Новая Еловка (Казахстан) во время Второй мировой войны, куда семья была эвакуирована после ранения отца на фронте. В 1949 они переехали в Киев.
Отец Иван Петрович Баклицкий был разнорабочим, а мать Марта Ивановна Кирюшко ухаживала за детьми (сыном и дочерью Людмилой).
Вудон, мечтая стать художником, учился самостоятельно: копировал произведения любимых художников, много читал, изучал картины Эрмитажа, и других музеев. Сменил немало профессий, совмещая их с беспрерывным художественным творчеством: работал на Киевском Речфлоте, экскурсоводом, оформителем, грузчиком, декоратором на киностудии им. Довженко, участвовал в археологических экспедициях и др.
С 1962 проводил «подпольные» совместные выставки с лучшим другом художником Николаем Тригубом на старом кирпичном заводе.
В 1977 году принимал участие в выставке неформального объединения «Рух».
Показывал свои работы на квартирах киевской интеллигенции или в заброшенных помещениях.
Большую часть работ приобретали иностранные коллекционеры.
Являлся участником группы художников «New Bent» (в которой, кроме Николая Тригуба, участвовал Владимир Борозенец, вскоре отделившийся от них). Общался с поэтами, близкими группе метареалистов — Мариной Долей, Ильей Ченцовым, Рафаэлем Левчиным и др.
В 1990—1992 годах был членом группы независимых художников «Стронций-90», которые в своих произведениях отстаивали чистоту экологии Земли.
В. Баклицкий был ярким представителем нонконформизма, неофициального искусства СССР. В своём творчестве продолжал линию украинского и русского авангардизма 1920-х годов: в повышенной экспрессивности рисунка, отказе от иллюзии пространства.
Незадолго до смерти он так описал своё наследие: 2500 работ (из которых около 700 написано маслом, остальные — акварель, темпера и авторская техника, 100 работ — чеканка, 100 — керамика, 80 — резьба по дереву).
Был трижды женат, отец трёх дочерей: Натальи, Александры, Иванны.